# Josiane Serre
Josiane Serre, geborene Heulot (geb. 17. Dezember 1922 in Lyon; gest. 11. Oktober 2004 in Paris), war eine französische Chemikerin, Direktorin der École normale supérieure de jeunes filles (ENSJF) in Sèvres und Direktorin ad interim der École normale supérieure de la rue d’Ulm (ENS Ulm), Paris. Ihr Ehemann war der Mathematiker Jean-Pierre Serre, der 1954 die Fields-Medaille erhielt. Ihre gemeinsame Tochter, die spätere Diplomatin und Autorin Claudine Monteil, kam 1949 zur Welt.

## Leben und Wirken
Nachdem sie 1940 das Baccalauréat bestanden hatte, entwickelte sich Serres Vorliebe für Chemie, während sie die Vorbereitungsklasse am Lycée Fénelon in Paris besuchte. Ab 1944 studierte sie an der ENSJF Chemie, wo sie ab 1950 auch lehrte.
Neben ihrer national und international anerkannten Tätigkeit als Chemikerin war Serre Professorin und ab 1974 die letzte Direktorin der ENSJF, bevor diese 1985 auf Serres Initiative hin mit der (bis dahin männlichen Studenten vorbehaltenen) École Normale Supérieure (rue d’Ulm) zusammengelegt wurde.
Sie ermutigte die Schülerinnen der ENSJF, sich in der akademischen Welt um die gleichen Positionen zu bewerben wie ihre männlichen Kollegen, und bemühte sich intensiv darum, ihnen mehr Möglichkeiten zu eröffnen, indem sie ihnen Plätze in den angesehensten technischen Körperschaften des Staates verschaffte und sie auf internationaler Ebene bekannt machte. Viele der heutigen Universitätsprofessorinnen in Frankreich, die in den verschiedensten Disziplinen tätig sind, sind geistige Töchter von Serre.
1991 wurde sie in das Kabinett des Bildungsministers Lionel Jospin berufen.